# 프란치스코 페르난도 데 카필라
프란치스코 페르난도 데 카필라(1607년 ~ 1648년)는 스페인의 도미니코회 선교사이다. 중국에서 선교활동을 하다 순교하였다. 1909년 교황 비오 10세에 의해 복자에 서품되었고, 2000년 교황 요한 바오로 2세에 의해 성인에 추대되었다.